# Manifesto di Euston

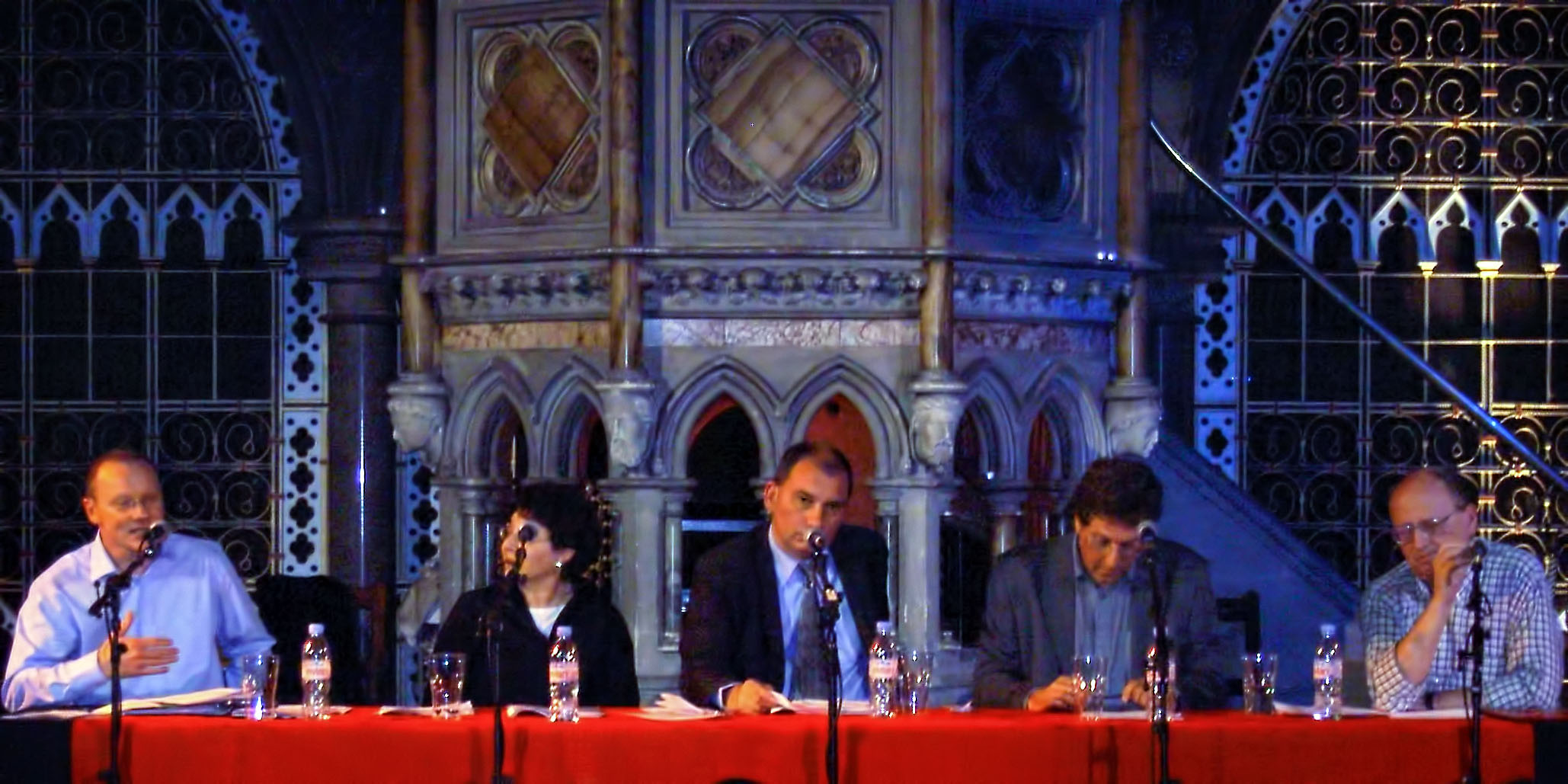
Il gruppo del Manifesto di Euston all'inaugurazione dei lavori. Da sinistra: Alan Johnson, Eve Garrard, Nick Cohen, Shalom Lappin e Norman Geras

Il Manifesto di Euston è una dichiarazione di principi del 2006 pubblicata da un gruppo di accademici e giornalisti della sinistra, basati nel Regno Unito. La dichiarazione è una reazione a ciò che affermano essere diffuse violazioni dei principi di sinistra da parte di altri che sono comunemente associati con la sinistra politica. Il Manifesto afferma che "il riallineamento dell'opinione progressista che costituisce il nostro obiettivo implica che si tracci una linea di demarcazione fra le forze della sinistra che rimangono fedeli ai propri valori autentici, e quelle correnti che di recente hanno mostrato un'eccessiva flessibilità riguardo a questi valori."

## Gruppo dei firmatari
Gli autori della Dichiarazione ed i loro collaboratori si fanno chiamare il "Gruppo del Manifesto di Euston". Inizialmente il gruppo si è composto di circa trenta membri, quattro dei quali hanno partecipato fattivamente alla stesura del documento stesso: Norman Geras, studioso marxista e professore emerito alla Università di Manchester; Damian Counsell; Alan Johnson, editore della rivista Democratiya; e Shalom Lappin. Il testo del Manifesto è stato pubblicato per la prima volta sul New Statesman il 7 aprile 2006. Altri membri includono il giornalista e scrittore Nick Cohen dello The Observer, che insieme a Geras ha scritto la prima relazione sul Manifesto pubblicata nella stampa mainstream; Marc Cooper della The Nation; Francis Wheen, giornalista ed esperto di Karl Marx; lo storico Marko Attila Hoare. Il Manifesto è stato sottoscritto anche da figure politiche e culturali americane, tra cui Ronald Radosh, Martin Peretz, Daniel Goldhagen, Michael Ledeen e Walter Laqueur.

## Sinossi del Manifesto

### Principi Generali
1.Per la democrazia
Gli autori innanzitutto si impegnano a favore delle regole, procedure e strutture democratiche - libertà di opinione e di associazione, libere elezioni, separazione dei poteri legislativo, esecutivo e giudiziario e separazione di Stato e religione.
2.Nessuna scusa per la tirannia
I firmatari del Manifesto si rifiutano di cercare scuse, di mostrare indulgenza, di 'comprendere' i regimi reazionari e i movimenti per cui la democrazia è un nemico da odiare - regimi che opprimono la propria popolazione e movimenti che mirano a farlo.
3.Diritti umani per tutti
Affermano che i diritti umani fondamentali codificati nella Dichiarazione Universale siano, appunto, universali, vincolanti per tutti gli Stati e i movimenti politici, e in effetti per ogni singolo essere umano. Le violazioni di questi diritti sono da condannare senza riguardo per chi ne sia responsabile o per il contesto culturale in cui avvengono.
4.Uguaglianza
Gli autori aderiscono ad una politica generalmente egualitaria. Hanno fra gli obiettivi a lungo termine il progresso nei rapporti fra i sessi (fino a realizzare l'uguaglianza completa di genere), fra differenti comunità etniche, fra gli aderenti alle varie affiliazioni religiose, inclusi i non aderenti ad alcuna, e fra persone di ogni orientamento sessuale - ed una più diffusa uguaglianza sociale ed economica. I diritti dei lavoratori sono a tutti gli effetti diritti dell'uomo. L'adozione universale delle Convenzioni Internazionali delle Organizzazioni Sindacali - oggi quotidianamente ignorate da governi in tutto il pianeta - è una delle priorità del Gruppo, che si impegna nella difesa dei diritti dei bambini e nella protezione dalla schiavitù sessuale e da ogni forma di abuso istituzionalizzato.
5.Sviluppo per la libertà
Gli autori prendono posizione per lo sviluppo economico globale come condizione per la libertà e contro l'oppressione economica strutturale e la degradazione ambientale. Non si può permettere all'espansione corrente dei mercati globali e del libero scambio di servire gli interessi ristretti di una piccola élite corporativa nel mondo sviluppato e dei loro clienti nei Paesi in via di sviluppo. I benefici dello sviluppo su vasta scala attraverso l'espansione del commercio globale devono essere distribuiti quanto più ampiamente possibile per servire gli interessi sociali ed economici degli operai, degli agricoltori e dei consumatori in tutti i paesi. Dalla globalizzazione deve conseguire l'integrazione sociale globale ed un impegno per la giustizia sociale.
6.Opposizione all'antiamericanismo
I firmatari rifiutano senza se e senza ma l'antiamericanismo che sembra aver contagiato tanta parte del pensiero della sinistra liberale (e parti di quello conservatore). Non si tratta qui di vedere gli Stati Uniti come società-modello. I firmatari sono coscienti dei problemi e dei fallimenti di quella società, ma sono problemi e fallimenti comuni almeno in parte a tutto il mondo sviluppato. Gli Stati Uniti sono un grande Paese, sede di una democrazia forte con una nobile tradizione alle spalle, che può vantare durevoli successi sociali e politici. La popolazione degli USA ha prodotto una cultura viva e vibrante che porta piacere, ispirazione e a volte invidia a milioni di persone in tutto il mondo. Il fatto che la politica estera degli Stati Uniti spesso abbia contrastato i movimenti ed i governi progressisti in favore di forze autoritarie non giustifica un pregiudizio generalizzato contro il Paese o la sua popolazione.
7.Due popoli, due Stati
Gli autori riconoscono il diritto all'autodeterminazione sia per il popolo ebraico che per quello palestinese nell'ambito della soluzione dei due Stati. Non vi potrà essere una soluzione ragionevole al conflitto israelo-palestinese finché si cercherà di subordinare o eliminare i diritti e le legittime aspirazioni di una delle due parti.
8.Contro il razzismo
Per i liberali e la sinistra, l'antirazzismo è assiomatico. I firmatari sono contro ogni forma di pregiudizio e comportamento razzista: il razzismo anti-immigrati della destra; il razzismo tribale ed interetnico; il razzismo contro le persone provenienti da Paesi musulmani o contro loro discendenti, particolarmente quando si usa la scusa della Guerra al Terrorismo. Il risorgere recente di un'altra, antica forma di razzismo, l'antisemitismo, non è stato ancora riconosciuto da parti della sinistra e del pensiero liberale. Alcuni sfruttano le legittime rivendicazioni del popolo palestinese sottoposto all'occupazione militare israeliana, e nascondono il pregiudizio contro gli ebrei sotto la formula dell'antisionismo. Gli auroti del manifesto sono contro anche questa forma di razzismo.
9.Uniti contro il terrorismo
Siamo contro tutte le forme di terrorismo. L'attacco deliberato alla popolazione civile è un crimine secondo la legge internazionale e secondo tutte le leggi di guerra, e non può essere giustificato con l'argomentazione che viene commesso in difesa di una giusta causa. Oggi si è diffuso il terrorismo ispirato dall'ideologia islamista, che minaccia i valori democratici, la vita e la libertà delle persone in diversi Paesi. Questo non giustifica alcun pregiudizio nei confronti dei musulmani, che di questo terrorismo sono le vittime principali, e fra i quali si possono trovare alcuni dei suoi oppositori più coraggiosi. Ciononostante, come tutte le forme di terrorismo, questa è una minaccia che deve essere combattuta, non scusata.
10.Un nuovo internazionalismo
Gli autori sono in favore di una politica internazionalista e di una riforma della legislazione internazionale nell'interesse di una diffusione globale della democrazia e dello sviluppo.
11.Apertura
Gli autori respingono l'idea che non vi possa essere contrasto fra diverse parti della sinistra: affermano di aver fatto tesoro della lezione disastrosa delle apologie per lo stalinismo ed il maoismo così come di esercizi intellettuali più recenti fatti nello stesso spirito. Respingono alla stessa maniera l'idea che non vi possa essere un'apertura verso idee e individui a destra. Esponenti della sinistra che fanno causa comune con, o elaborano giustificazioni per, forze antidemocratiche dovrebbero essere criticati con forza e chiarezza. Allo stesso modo, gli autori affermano che si deve prestare attenzione alle voci del pensiero liberale ed anche conservatore se queste contribuiscono al rafforzamento di norme e pratiche democratiche e alla lotta per il progresso umano.
12.Per la verità storica
Nel ricollegarsi con le origini umaniste del movimento per il progresso umano, i firmatari vogliono enfatizzare il dovere del rispetto che un vero democratico ha per la verità storica. Non sono solo i fascisti, i negazionisti dell'olocausto e i loro simili ad aver cercato di offuscare i fatti storici. Una delle tragedie della sinistra è che la sua reputazione su questo punto è stata gravemente compromessa dal movimento comunista internazionale, ed alcuni ancora non hanno imparato la lezione. Onestà politica e trasparenza sono obblighi primari per il Gruppo del Manifesto.
13.Per la libertà delle idee
I firmatari sostengono la libertà delle idee, pilastro del pensiero liberale. È più necessario che mai che oggi, almeno entro le abituali restrizioni della diffamazione e dell'incitamento alla violenza, le persone siano libere di criticare le idee e le strutture ideologiche altrui. Questo include la libertà di criticare le religioni: specifiche religioni come la religione in generale. Il rispetto per gli altri non implica il dovere di osservare il silenzio sulle loro credenze quando non le si condivide.
14.Open Source
Come parte del libero scambio di idee, e allo scopo di incoraggiare imprese intellettuali comuni, gli autori del manifesto sostengono lo sviluppo aperto di software ed altri prodotti della creatività umana, e si oppongono alla brevettabilità di geni, algoritmi e fenomeni e prodotti naturali. Si oppongono all'estensione retroattiva delle leggi sulla proprietà intellettuale a sostegno degli interessi finanziari delle grandi corporazioni detentrici della maggioranza dei copyright. Il modello open source è collettivo e competitivo, collaborativo e meritocratico. Non è un'idea astratta ma una realtà provata che ha creato beni d'uso comune la cui utilità e robustezza hanno ampiamente superato la prova del tempo. Di più, i concetti comuni su cui si basa il lavoro della comunità scientifica che ha dato origine al movimento Open Source hanno ben servito il progresso umano per secoli.
15.Un'eredità preziosa
I firmatari respingono la paura della modernità, la paura della libertà, l'irrazionalismo, la subordinazione delle donne; riaffermano le idee che sono state il grido di battaglia delle rivoluzioni democratiche del Diciottesimo Secolo: libertà, uguaglianza e fratellanza; diritti umani; ricerca della felicità. Queste idee ed ispirazioni sono diventate eredità di tutti noi grazie alle trasformazioni socialdemocratiche, egalitarie, femministe ed anticolonialiste del Diciannovesimo e Ventesimo Secolo - grazie alla ricerca della giustizia sociale, alla creazione dello Stato assistenziale, alla solidarietà di uomini e donne, al concetto che nessuno dovrebbe essere escluso, nessuno lasciato indietro. Gli autori sostengono fino in fondo questi valori, ma affermano di non essere dei fondamentalisti: sposano le idee e i valori della libera ricerca, del dialogo aperto e del dubbio creativo, riconoscendo la necessità di aver cura nell'emettere giudizi, e l'impossibilità di applicare soluzioni semplici, o completamente soddisfacenti, alle complessità del mondo. Si oppongono senza mezzi termini ad ogni pretesa di avere in mano la verità indiscussa o indiscutibile.
Conclusione
Correntemente il sito ufficiale del Manifesto di Euston su internet continua ad essere saltuariamente aggiornato, ma il Gruppo stesso sembra dormiente, avendo tenuto l'ultimo convegno nel dicembre del 2009.